# Kaka de l'illa de Norfolk
El kaka de l'illa de Norfolk (Nestor productus) és un ocell extint de la família dels nestòrids (Nestoridae) que va viure a les roques i arbres de l'illa de Norfolk i l'adjacent illa de Phillip.

## Descripció
- Aspecte de gran lloro amb una llargària d'uns 38 cm.
- Per sobre de color general marró. Galtes, cuixes i abdomen vermelloses, pit grogós.
- Bec amb la mandíbula superior molt llarga.